# Eugen Kägi
Eugen Kägi (* 19. September 1928 in Bad Ragaz; † 13. Februar 2025 in Lichtensteig) war ein Schweizer Unternehmer und Politiker (CVP), der mit seinen Brüdern Alfred und Otto das Ostschweizer Unternehmen Kägi und seine Schokoladenwaffel Kägi fret weltweit bekannt machte.

## Leben
Kägi wuchs in Lichtensteig auf, wo sein Vater Otto eine Bäckerei führte und 1942 eine Waffel im Schokoladenmantel entwickelte, die als «Kägi fret» zum Teil der Schweizer Gebäckkultur wurde. 1951 übernahmen Eugen, Alfred und Otto Kägi die Geschäftsführung des inzwischen industriell produzierenden und rasch wachsenden Betriebs. 1965 übernahmen sie das Unternehmen ganz und bewirtschafteten mit Erfolg den Exportmarkt. 1996 traten die Gebrüder in den Ruhestand und verkauften das Unternehmen an den Valora-Konzern.
Von 1987 bis 1992 vertrat Kägi die Christlichdemokratische Volkspartei im St. Galler Kantonsrat. Er setzte sich für die Kultur ein und unterstützte mit einer Stiftung soziale Projekte. Die Gemeinde Lichtensteig ernannte ihn und seine Brüder zu Ehrenbürgern der Gemeinde, in der die Kägi-fret-Waffeln weiterhin hergestellt werden.